# Chthonius ischnocheles ischnocheles
Chthonius ischnocheles ischnocheles es una subespecie de arácnido  del orden Pseudoscorpionida de la familia Chthoniidae.

## Distribución geográfica
Se encuentra en Europa.